# Velika nagrada Belgije 2018.
 Velika nagrada Belgije (Formula 1 2018 Johnnie Walker Belgian Grand Prix) je bila trinaesta utrka prvenstva Formule 1 2018. Trkači vikend vožen je od 24. kolovoza do 26. kolovoza na stazi Spa-Francorchamps u Belgiji, a pobijedio je Sebastian Vettel u Ferrariju.

## Sudionici utrke
| #  | Vozač             | Momčad                           | Šasija            | Motor                             | Guma |
| -- | ----------------- | -------------------------------- | ----------------- | --------------------------------- | ---- |
| 2  | Stoffel Vandoorne | McLaren F1 Team                  | McLaren MCL33     | Renault R.E.18 V6 t h 1.6         | P    |
| 3  | Daniel Ricciardo  | Aston Martin Red Bull Racing     | Red Bull RB14     | TAG Heuer V6 t h 1.6              | P    |
| 5  | Sebastian Vettel  | Scuderia Ferrari                 | Ferrari SF71H     | Ferrari 062 EVO V6 t h 1.6        | P    |
| 7  | Kimi Räikkönen    | Scuderia Ferrari                 | Ferrari SF71H     | Ferrari 062 EVO V6 t h 1.6        | P    |
| 8  | Romain Grosjean   | Haas F1 Team                     | Haas VF-18        | Ferrari 062 EVO V6 t h 1.6        | P    |
| 9  | Marcus Ericsson   | Alfa Romeo Sauber F1 Team        | Sauber C37        | Ferrari 062 EVO V6 t h 1.6        | P    |
| 10 | Pierre Gasly      | Red Bull Toro Rosso Honda        | Toro Rosso STR13  | Honda RA618H V6 t h 1.6           | P    |
| 11 | Sergio Pérez      | Racing Point Force India F1 Team | Force India VJM11 | Mercedes M09 EQ Power+ V6 t h 1.6 | P    |
| 14 | Fernando Alonso   | McLaren F1 Team                  | McLaren MCL33     | Renault R.E.18 V6 t h 1.6         | P    |
| 16 | Charles Leclerc   | Alfa Romeo Sauber F1 Team        | Sauber C37        | Ferrari 062 EVO V6 t h 1.6        | P    |
| 18 | Lance Stroll      | Williams Martini Racing          | Williams FW41     | Mercedes M09 EQ Power+ V6 t h 1.6 | P    |
| 20 | Kevin Magnussen   | Haas F1 Team                     | Haas VF-18        | Ferrari 062 EVO V6 t h 1.6        | P    |
| 27 | Nico Hülkenberg   | Renault Sport Formula One Team   | Renault R.S.18    | Renault R.E.18 V6 t h 1.6         | P    |
| 28 | Brendon Hartley   | Red Bull Toro Rosso Honda        | Toro Rosso STR13  | Honda RA618H V6 t h 1.6           | P    |
| 31 | Esteban Ocon      | Racing Point Force India F1 Team | Force India VJM11 | Mercedes M09 EQ Power+ V6 t h 1.6 | P    |
| 33 | Max Verstappen    | Aston Martin Red Bull Racing     | Red Bull RB14     | TAG Heuer V6 t h 1.6              | P    |
| 35 | Sergej Sirotkin   | Williams Martini Racing          | Williams FW41     | Mercedes M09 EQ Power+ V6 t h 1.6 | P    |
| 44 | Lewis Hamilton    | Mercedes AMG Petronas Motorsport | Mercedes F1 W09   | Mercedes M09 EQ Power+ V6 t h 1.6 | P    |
| 47 | Lando Norris *    | McLaren F1 Team                  | McLaren MCL33     | Renault R.E.18 V6 t h 1.6         | P    |
| 55 | Carlos Sainz      | Renault Sport Formula One Team   | Renault R.S.18    | Renault R.E.18 V6 t h 1.6         | P    |
| 77 | Valtteri Bottas   | Mercedes AMG Petronas Motorsport | Mercedes F1 W09   | Mercedes M09 EQ Power+ V6 t h 1.6 | P    |

* Zamjena, treći vozač

## Najbrža vremena treninga
| Trening    | Vozač            | Konstruktor | Vrijeme  | Gume | Krugovi |
| ---------- | ---------------- | ----------- | -------- | ---- | ------- |
| 1. trening | Sebastian Vettel | Ferrari     | 1:44.358 | S    | 19      |
| 2. trening | Kimi Räikkönen   | Ferrari     | 1:43.355 | SS   | 29      |
| 3. trening | Sebastian Vettel | Ferrari     | 1:42.661 | SS   | 13      |

## Rezultati kvalifikacija
| Poz. | Br. | Vozač | Konstruktor | Kvalifikacijska vremena | Kvalifikacijska vremena | Kvalifikacijska vremena | Grid |
| Poz. | Br. | Vozač | Konstruktor | Q1                      | Q2                      | Q3                      | Grid |
| ---- | --- | ----- | ----------- | ----------------------- | ----------------------- | ----------------------- | ---- |
| 1.   |     |       |             |                         |                         |                         |      |
| 2.   |     |       |             |                         |                         |                         |      |
| 3.   |     |       |             |                         |                         |                         |      |
| 4.   |     |       |             |                         |                         |                         |      |
| 5.   |     |       |             |                         |                         |                         |      |
| 6.   |     |       |             |                         |                         |                         |      |
| 7.   |     |       |             |                         |                         |                         |      |
| 8.   |     |       |             |                         |                         |                         |      |
| 9.   |     |       |             |                         |                         |                         |      |
| 10.  |     |       |             |                         |                         |                         |      |
|      |     |       |             |                         |                         |                         |      |
| 11.  |     |       |             |                         |                         |                         |      |
| 12.  |     |       |             |                         |                         |                         |      |
| 13.  |     |       |             |                         |                         |                         |      |
| 14.  |     |       |             |                         |                         |                         |      |
| 15.  |     |       |             |                         |                         |                         |      |
|      |     |       |             |                         |                         |                         |      |
| 16.  |     |       |             |                         |                         |                         |      |
| 17.  |     |       |             |                         |                         |                         |      |
| 18.  |     |       |             |                         |                         |                         |      |
| 19.  |     |       |             |                         |                         |                         |      |
| 20.  |     |       |             |                         |                         |                         |      |

## Rezultati utrke
| Poz. | Br. | Vozač | Konstruktor | Krugovi | Vrijeme / Razlog odustajanja | Grid | Bodovi |
| ---- | --- | ----- | ----------- | ------- | ---------------------------- | ---- | ------ |
| 1.   |     |       |             |         |                              |      | 25     |
| 2.   |     |       |             |         |                              |      | 18     |
| 3.   |     |       |             |         |                              |      | 15     |
| 4.   |     |       |             |         |                              |      | 12     |
| 5.   |     |       |             |         |                              |      | 10     |
| 6.   |     |       |             |         |                              |      | 8      |
| 7.   |     |       |             |         |                              |      | 6      |
| 8.   |     |       |             |         |                              |      | 4      |
| 9.   |     |       |             |         |                              |      | 2      |
| 10.  |     |       |             |         |                              |      | 1      |
| 11.  |     |       |             |         |                              |      |        |
| 12.  |     |       |             |         |                              |      |        |
| 13.  |     |       |             |         |                              |      |        |
| 14.  |     |       |             |         |                              |      |        |
| 15.  |     |       |             |         |                              |      |        |
| Odu. |     |       |             |         |                              |      |        |
| Odu. |     |       |             |         |                              |      |        |
| Odu. |     |       |             |         |                              |      |        |
| Odu. |     |       |             |         |                              |      |        |
| Odu. |     |       |             |         |                              |      |        |

| Najbrži krug utrke |
| Vodstvo u utrci    |

## Poredak nakon 13 od 21 utrke
| Pozicija | Pozicija | Vozač             | Bodovi |
| -------- | -------- | ----------------- | ------ |
| 1.       | 1.       | Lewis Hamilton    | 231    |
| 2.       | 2.       | Sebastian Vettel  | 214    |
| 3.       | 3.       | Kimi Räikkönen    | 146    |
| 4.       | 4.       | Valtteri Bottas   | 144    |
| 5.       | 1        | Max Verstappen    | 120    |
| 6.       | 1        | Daniel Ricciardo  | 118    |
| 7.       | 7.       | Nico Hülkenberg   | 52     |
| 8.       | 8.       | Kevin Magnussen   | 49     |
| 9.       | 9.       | Fernando Alonso   | 44     |
| 10.      | 10.      | Sergio Pérez      | 40     |
| 11.      | 1        | Esteban Ocon      | 37     |
| 12.      | 1        | Carlos Sainz      | 30     |
| 13.      | 13.      | Pierre Gasly      | 28     |
| 14.      | 14.      | Romain Grosjean   | 27     |
| 15.      | 15.      | Charles Leclerc   | 13     |
| 16.      | 16.      | Stoffel Vandoorne | 8      |
| 17.      | 17.      | Marcus Ericsson   | 6      |
| 18.      | 18.      | Lance Stroll      | 4      |
| 19.      | 19.      | Brendon Hartley   | 2      |

| Pozicija | Pozicija | Konstruktor          | Bodovi |
| -------- | -------- | -------------------- | ------ |
| 1.       | 1.       | Mercedes             | 375    |
| 2.       | 2.       | Ferrari              | 360    |
| 3.       | 3.       | Red Bull-TAG Heuer   | 238    |
| 4.       | 4.       | Renault              | 82     |
| 5.       | 5.       | Haas-Ferrari         | 76     |
| 6.       | 1        | McLaren-Renault      | 52     |
| 7.       | 1        | Toro Rosso-Honda     | 30     |
| 8.       | 1        | Sauber-Ferrari       | 19     |
| 9.       | 3        | Force India-Mercedes | 18     |
| 10.      | 10.      | Williams-Mercedes    | 4      |

| Prethodna utrka               | Formula 1 – sezona 2018. | Sljedeća utrka               |
| ----------------------------- | ------------------------ | ---------------------------- |
| Velika nagrada Mađarske 2018. | Formula 1 – sezona 2018. | Velika nagrada Italije 2018. |